# Сузана Вуковић
Сузана Вуковић (рођена 1968.године у Суботици) је српска позоришна глумица. Академију умјетности, одсјек за глуму, завршила је у класи професора Радета Шербеџије. Од 1993. је у Суботичком Народном позоришту.

## Улоге

### Позориште
1. НАРОДНО ПОЗОРИШТЕ СУБОТИЦА

- Софокле: Антигона - Феничанка, Антигона
- Данило Киш: Миса у а-молу Војцек - Мари
- Д. Томић: Шиптар
- Виљем Шекспир: Тит Андроник - Лиције
- Џ. Озборн: Осврни се у гневу - Хелена
- К. Трифковић: Посланик - Ката
- Антон Павловић Чехов: Вишњик - Варја
- Г. Стефановски: Баханалије - Бегуница
- Ф. Шоваговић: Птичице - Зденка
- Непознати аутор: Венецијанка - Валерија
- Б. Сенкер: Фритзспиел - Баруница Кастели
- В. Шекспир: Много вике ни око чега - Беатриче
- Г. Чат: Емма - Ирма
- Т. Вилијамс: Трамвај звани жеља - Бланш
- Бранислав Нушић: ''Ожалошћена породица'' - Симка
- А. Николај: Хамлет у пикантном сосу - Краљица
- Љ. Симовић: Путујуће позориште Шопаловић - Јелисавета Протић
- Ш. Стивенсон: Сећање воде - ВИ / Тереза
- Г. Стефановски: Демон из Дебармале - Старица
- Оливер Фрљић Кукавичлук
- Давор Шпишић: Галеб 2 - Рахела Зорица
- Б. Михајловић Михиз: Бановић Страхиња - Мајка и сарадник редитеља
- В. Шекспир: Јулије Цезар- Пророк и сарадник редитеља
- Оља Ђорђевић: Запис / по текстовима Момчила Настасијевића/ - Дада
- Анте Томић: Чудо у Поскоковој Драги-Суткиња, све остале жене
- Алан Менкен и Хауард Ешмен: Мала радња хорора-Кристал
- Аристофан: Жене у народној скупштине-Прва жена
- Борисав Станковић: ''Коштана'' - Ката
- Бранислав Нушић: ''Мистер Долар''-госпођа у односима с јавношћу или ПР
- А.П. Чехов: Галеб-Ирина
- Мајкл Фрејн: Иза кулиса-Белинда Блер
- Оскар Вајлд: Идеалан муж (леди Гертруда Чилтерн/Констанца)
- Нил Сајмон: Босоноги у парку-мајка
- Трејси Летс: Август уокругу Осејџ (Барбара Фордам)
- Николај Кољада: Кокошка (Дијана)
- Аристофан: Лисистрата (Мирина)
- Јован Стерија Поповић: Зла жена (Персида)
- Мартин Макдона: Сакати Били са Инишмана (Кејт)
- Коста Трифковић: Избирачица (Савета)
- Позориште „Костолањи Деже"
- Пикник на фронту - И Санитет

1. БЕОГРАДСКО ДРАМСКО ПОЗОРИШТЕ

- Камерна музика - Гертруда Стеин

1. НАРОДНО ПОЗОРИШТЕ СОМБОР

- Булгаков: Мајстор и Маргарита - Маргарита

### Филм
- Европа преко плота, у режији Ж. Жилника[2]

## Награде
- Награда за најбољу младу глумицу на 31. Данима комедије у Јагодини, за улогу Бландине у представи Слуга двају господара
- Награда за најбоље глумачко остварење за улогу Барунице Кастели у представи Фритзспиел на 57. Фестивалу професионалних позоришта Војводине у Зрењанину
- Награда стручног жирија за глумицу сезоне 2011/2012.[2]